# Upland (Kalifornien)
Upland ist eine Stadt im San Bernardino County im US-Bundesstaat Kalifornien. Das U.S. Census Bureau hat bei der Volkszählung 2020 eine Einwohnerzahl von 79.040 ermittelt. Die Stadt ist für den Mount Baldy (eigentlich Mount San Antonio) bekannt. Das Stadtgebiet hat eine Größe von circa 40,5 Quadratkilometern.
Nachdem Upland 1906 von George Chaffey und William Chaffey gegründet worden war, bestand das Stadtgebiet hauptsächlich aus landwirtschaftlich genutzten Flächen, vor allem für Weintrauben und Zitrusfrüchte. Heute kann man diese ehemalige Struktur an Straßen wie der Euclid Avenue erkennen – Straßen, die sich mit Bäumen zwischen den beiden Spuren von Norden nach Süden durch die Stadt ziehen. Zwischen 1888 und 1933 verkehrte zwischen Upland und den Nachbargemeinden Ontario, San Antonio Heights und Claremont eine anfangs mit Maultieren betriebene Straßenbahn.

## Geografie
Die Stadt liegt im Südwesten des San Bernardino Countys in Kalifornien. Sie grenzt im Norden an San Antonio Heights, im Osten an Rancho Cucamonga, im Süden an Ontario und Montclair, im Westen an Claremont im Los Angeles County.
Upland liegt am südlichen Fuß der San Gabriel Mountains. Das Terrain innerhalb des Stadtgebiets ist trotzdem recht flach, steigt jedoch nach Norden leicht an. Von Süden nach Norden nimmt die Höhe von 358 m an der Kreuzung von Euclid Avenue und 7th Street auf einer Länge von sieben Kilometern bis zur 610 m hohen Kreuzung von Euclid Avenue und 24th Street um gut 250 m zu. Der Mount San Antonio, regional auch Mount Baldy genannt, ist der höchste Gipfel der San Gabriel Mountains und liegt ungefähr 15 Kilometer nördlich von Uplands nördlicher Stadtgrenze auf 3068 Metern.
Upland hat 73.732 Einwohner (Stand der Volkszählung 2010). Die Stadt erstreckt sich auf einer Fläche von circa 40,5 km², wovon die Landfläche den größten Teil ausmacht; die Bevölkerungsdichte beträgt somit 1822,9 Einwohner pro Quadratkilometer. Das Stadtzentrum befindet sich auf einer Höhe von 377 Metern. Upland gehört zur Metropolregion Inland Empire.

### Klima
Uplands Klima ist semiarid; der meiste Regen fällt in den Wintermonaten.
Der wärmste Monat ist im Durchschnitt der August, wohingegen der Dezember der kälteste ist. Die höchste aufgezeichnete Temperatur betrug 45  °C und stammt aus dem Jahr 2006, die niedrigste Temperatur von −6  °C wurde 1963 gemessen.
|                        | Jan  | Feb   | Mär  | Apr  | Mai | Jun | Jul | Aug | Sep | Okt  | Nov  | Dez  |   |       |
| Mittl. Temperatur (°C) | 13   | 14    | 15   | 17   | 19  | 22  | 24  | 25  | 24  | 20   | 16   | 13   | ⌀ | 18,5  |
| Mittl. Tagesmax. (°C)  | 20   | 21    | 22   | 24   | 26  | 29  | 32  | 33  | 32  | 27   | 23   | 20   | ⌀ | 25,8  |
| Mittl. Tagesmin. (°C)  | 6    | 7     | 8    | 9    | 12  | 14  | 17  | 17  | 16  | 13   | 8    | 6    | ⌀ | 11,1  |
|                        |      |       |      |      |     |     |     |     |     |      |      |      |   |       |
| Niederschlag (mm)      | 79,0 | 120,9 | 66,8 | 30,5 | 5,8 | 2,3 | 0,0 | 0,8 | 3,8 | 26,7 | 41,1 | 62,2 | Σ | 439,9 |

| 6 |

| 7 |

| 8 |

| 9 |

| 12 |

| 14 |

| 17 |

| 17 |

| 16 |

| 13 |

| 8 |

| 6 |

| 6 |

| 7 |

| 8 |

| 9 |

| 12 |

| 14 |

| 17 |

| 17 |

| 16 |

| 13 |

| 8 |

| 6 |

## Geschichte

### Spanische Herrschaft
Upland liegt am Fuß der San Gabriel Mountains, an einer Route, die sowohl von Indianern als auch spanischen Missionaren genutzt wurde. Heute ist diese Strecke als Old Spanish Trail bekannt.
Im Jahr 1774 erreichte Juan Bautista de Anza über Arizona Kalifornien. Auch seine Route, und damit der heutige Juan Bautista de Anza National Historic Trail, führte durch das spätere Upland. Ein Jahr später brach Anza mit 240 Reisenden zu seiner zweiten Expedition auf, die über mehr als 3200 Kilometer bis zur Bucht von San Francisco führte. Die Gruppe erreichte die weiter westlich gelegene Mission San Gabriel am 4. Januar 1776.
Auch nach Anzas Expeditionen blieb die San Gabriel Mission eine wichtige Zwischenstation für Expeditionen von Arizona aus. Nach dem Marsch durch die Wüste konnten Reisende hier ihre Vorräte auffüllen. Die steigende Anzahl der Reisen führte zur Gründung eines Außenpostens der Missionsstation weiter östlich. Im Jahr 1810 wurden deshalb Missionare, Soldaten und Indianer der Mission unter Leitung von Padre Dumetz damit beauftragt, einen geeigneten Standort zu finden. Am 20. Mai 1810 erreichten sie das San Bernardino Valley und benannten es nach dem heiligen Bernhardin von Siena, der am 20. Mai seinen Festtag hat. Das Land um das spätere Upland herum tauften sie Cucamonga, was in der Sprache der Tongva „Sandplatz“ bedeutet.
Bis zur Zeit der mexikanischen Ranchos dienten die Ländereien, die heute zu Upland gehören, als Weideland für Rinder der San Gabriel Mission. Als die Gebiete der Missionsstationen unter mexikanischer Herrschaft dem Staat zufielen, bekam im Jahr 1839 Tiburcio Tapia die Rancho Cucamonga zugesprochen. Diese umfasste nicht nur die Fläche der heutigen Stadt Rancho Cucamonga, sondern auch das heutige Stadtgebiet von Upland. Die Größe der Rancho Cucamonga wurde 1886 auf 53 km² geschätzt.

### Gründung von Upland
Nach dem Ende des Mexikanisch-Amerikanischen Krieges wurde Kalifornien ein Staat der USA. Infolgedessen siedelten sich in den neuen Ländereien amerikanische Siedler an, besonders während des Kalifornischen Goldrauschs Mitte des 19. Jahrhunderts. Der kanadische Schiffbauer George Chaffey erreichte das spätere Upland im Jahr 1882. Er erwarb eine 25 km² große Fläche der Rancho Cucamonga und bedeutende Wasserrechte am San Antonio Creek für 60.000 US-Dollar. Durch zusätzliche Käufe vergrößerte er seine Ländereien später auf ungefähr 32 km² für insgesamt 90.000 Dollar.
Chaffeys Idee war, das Wasser über Zementleitungen zu seinen Ländereien zu leiten und auf die dortigen Farmen aufzuteilen. Hierbei sollte keine Rolle spielen, wie weit die Farmen von der Wasserquelle entfernt lagen, sondern nur, wie groß ihre Pachtbesitzungen waren. Chaffey ließ außerdem die elf Kilometer lange Euclid Avenue als Durchgangsstraße anlegen, um beide Enden seiner Siedlung miteinander zu verbinden. An der Straße wurden im Abstand von einer Meile Straßenlaternen platziert und eine Straßenbahn gebaut, um die Euclid Avenue zu befahren. Ab dem 1. November 1882 konnten Grundstücke erworben werden, und schon in der ersten Woche verkaufte Chaffey 77 Hektar Land für 28.500 Dollar.
Um den Erfolg seine Bewässerungssystems zu gewährleisten und gleichzeitig neue Siedler anzuziehen, gründete Chaffey am 25. Oktober 1882 die San Antonio Water Company, an der jeder Landbesitzer automatisch Anteile zugesprochen bekam.
Die Siedlung erlangte vor allem durch den Anbau von Zitrusfrüchten Bekanntheit, auch wenn 1882 aus Kostengründen noch andere Obstsorten angebaut wurden. 1889 waren bereits acht km² von Obstgärten zum Anbau von Zitrusfrüchten bedeckt, was als der zweitgrößte Bestand in Kalifornien eingeschätzt wurde.
Die heutige Stadt Upland ging aus dem nördlichen Teil von Chaffeys Plansiedlung Ontario hervor, der zuvor als North Upland oder Magnolia bekannt war. Der heutige Name fand erstmals bei der "Upland Citrus Association" Verwendung und wurde ab 1902 für den nördlichen Teil von Ontario verwendet.
Bereits 1887 erreichte die Eisenbahn Upland und die Kernsiedlung wurde in der Nähe der Strecke der Southern Pacific Railroad angelegt. Nun stellte auch die Atchison, Topeka and Santa Fe Railway ihre Verbindung nach North Ontario fertig. An der Second Avenue, der Hauptgeschäftsstraße, sollte ein Depot des Eisenbahnunternehmens entstehen; die Kosten für den Bau wurden auf 7.000 Dollar berechnet. In den folgenden Jahrzehnten wurden zahlreiche Lagerhäuser an den Schienen gebaut. Die Eisenbahnverbindung war sowohl für den Transport von Fracht wie auch den Personenverkehr von Bedeutung und verband Upland mit Los Angeles im Westen und dem übrigen Streckennetz des Santa Fe im Osten.
Ontario erhielt im Jahr 1891 das Stadtrecht, die Fläche war mit 1,3 km² jedoch sehr gering. 1901 wurden erstmals Wünsche laut, den Nordteil als eigene Stadt eintragen zu lassen, jedoch wurde diese Möglichkeit nicht realisiert, da das Stadtgebiet von Ontario auf 26 km² vergrößert wurde. Allerdings stießen die Erweiterungen bei den Einwohnern von Upland auf Bedenken, da die Flächen, die nun zusätzlich Ontario unterstellt werden sollten, das Postamt von Upland, die Eisenbahnstrecke und das Eisenbahndepot umfassten. Am 12. März 1906 entschied das San Bernardino Board of Supervisors nach Verhandlungen, dass eine Wahl angesetzt werden müsse. Am 5. Mai desselben Jahres stimmten schließlich 183 Einwohner von Upland für die Gründung einer eigenen Stadt, 19 dagegen. Am 15. Mai genehmigte das kalifornische Secretary of State die Inkorporation. Das eigentlich zu Upland gehörende Gebiet, das bereits 1902 Ontario angegliedert worden war, wurde im Jahr 1935 nachträglich an Upland übertragen.

### Spätere Geschichte
Mit dem San Antonio Hospital erhielt Upland im Jahr 1907 ein eigenes Krankenhaus, vier Jahre später eine Freiwillige Feuerwehr. Nachdem 1913 ein Brand alle Geschäfte an der Ostseite der Second Avenue südlich der Ninth Street zerstört hatte, wurde schon 1915 eine zweite Feuerwache gegründet.
Upland lag an der National Old Trails Road, der ersten nationalen Fernverkehrsstraße, die die Ost- mit der Westküste verband. Innerhalb der Stadt verlief die Route auf dem Foothill Boulevard, der auf der Strecke der spanischen Entdecker entstanden war. 1926 ging der Westteil der National Old Trails Road in der berühmten Route 66 auf.
Aufgrund der besseren Straßen und der stärkeren Bedeutung des Autos als Transportmittel stellte die Straßenbahn in Upland im Jahr 1928 ihren Betrieb ein. Der Anbau von Zitrusfrüchten florierte auch in den folgenden Jahren, und in den 1930er Jahren wurden Zitrusfrüchte zur dominierenden Nutzpflanze im Staat Kalifornien.
Im Jahr 1954 wurde der San Bernardino Freeway als Verbindung zwischen Los Angeles und San Bernardino fertiggestellt. Heute gehört er zur Interstate 10. Der San Bernardino Freeway war einer der ersten Highways der USA und erleichterte Berufstätigen das Pendeln zwischen beiden Regionen. Zudem beschleunigte die Straße die Entwicklung Uplands zu einer städtischen Gemeinde.

## Demographie
Nach der Volkszählung im Jahr 2010 betrug die Einwohnerzahl 73.764. Die städtische Bevölkerung verzeichnete damit einen Zuwachs von etwa 5000 Personen binnen zehn Jahren. Nach der Volkszählung waren rund zwei Drittel der Bevölkerung Weiße, während auf Latinos und hispanische Einwanderer der zweithöchste Teil entfiel. Afroamerikaner waren mit rund sieben Prozent an der Bevölkerung vertreten. Weitete Bevölkerungsgruppen wie Asiaten sind Minderheiten von etwa einem Prozent der Bevölkerung. Laut der 2010 erhobenen Volkszählung gab es in Upland rund 25.000 Haushalte.
Im Jahr 2017 betrug die Einwohnerzahl 76.999.

## Politik
Upland ist Teil des 25. Distrikts im Senat von Kalifornien, der momentan von der Demokratin Carol Liu vertreten wird. In der California State Assembly ist der Ort dem 41. Distrikt zugeordnet und wird somit vom Demokraten Chris Holden vertreten. Auf Bundesebene gehört Uplands nördlicher Teil Kaliforniens 27. Kongresswahlbezirk an, der einen Cook Partisan Voting Index von D+11 hat und von der Demokratin Judy Chu vertreten wird. Die Gebiete, die südlich der 14th Street liegen, gehören weitestgehend dem 31. Kongresswahlbezirk an. Dieser hat einen PVI von D+5 und wird vom republikanischen Abgeordneten Gary Miller repräsentiert.

### Städtepartnerschaften
Upland unterhält über Sister Cities International Städtepartnerschaften mit den folgenden Städten:
- Mildura, Victoria, Australien (wie Upland von George und William Chaffey gegründet)
- Caborca, Sonora, Mexiko

## Kultur
Der erste Skate-Park namens Pipeline öffnete im Jahre 1977 seine Tore und erlangte in den Folgejahren zunehmende Berühmtheit, wurde jedoch im Jahr 1988 geschlossen. Heute existiert ein neuer öffentlicher Skate-Park. Das lokale Einkaufszentrum Colonies ist im Jahr 2000 entstanden.

### Sehenswürdigkeiten

#### Madonna of the Trail
1929 errichtete die Frauenbewegung Daughters of the American Revolution eine Madonna-of-the-Trail-Statue an der Kreuzung von Foothill Boulevard und Euclid Avenue. Insgesamt gibt es zwölf Madonna-of-the-Trail-Statuen, die den Verlauf der National Old Trails Road markieren; das Exemplar in Upland ist die westlichste Statue. Eine Inschrift erinnert an Jedediah Smith, der im Jahr 1826 als erster Amerikaner Kalifornien über Land erreicht hatte.

#### Route 66
Upland liegt an der ehemaligen Route 66. Obwohl die Fernverkehrsstraße seit 1985 nicht mehr existiert, sind Überbleibsel der berühmten Strecke noch heute am Foothill Boulevard sichtbar.

#### Euclid Avenue
Seit 2005 wird die Euclid Avenue im National Register of Historic Places geführt. Vom Foothill Boulevard bis zur 24th Street verläuft in der Mitte der zweispurigen Straße ein fünf Kilometer langer Reitweg, der auch von Fußgängern und Joggern genutzt wird.

#### Historic Downtown Upland
Der älteste Teil Uplands liegt östlich der Euclid Avenue zwischen 8th Street und Arrow Highway. Eine Gruppe von Händlern hat die Historic Downtown Upland gebildet, um gemeinsam für den Stadtteil zu werben und ihn so zu stärken. In der Downtown gibt es ungefähr 200 Geschäfte, die diverse Waren und Dienstleistungen anbieten. Von April bis Oktober findet jeden Donnerstag der Upland Farmers Market im Stadtzentrum statt.

## Wirtschaft und Infrastruktur

### Verkehr
Upland selbst beheimatet den Cable Airport, der jedoch nur Allgemeine Luftfahrt betreibt. Die nächstgelegenen Großflughäfen sind der Flughafen Los Angeles-Ontario und der Los Angeles International Airport.
An der südlichen Stadtgrenze verläuft die Interstate 10, in der nördlichen Stadt die Interstate 210. Daneben wird Upland in Ost-West-Richtung von der California State Route 66, einem Teil der berühmten Route 66, und in Nord-Süd-Richtung von der California State Route 83 durchschnitten; letztere folgt in Upland dem Verlauf der Euclid Avenue, deren Existenz sich bis in die Zeit der Stadtgründung zurückverfolgen lässt.
Die Stadt verfügt über einen Bahnhof im Streckennetz des Metrolinks. Er liegt an der San Bernardino Line, die die Los Angeles Union Station mit San Bernardino verbindet. Die Strecke wurde 1887 von der Atchison, Topeka and Santa Fe Railway angelegt und wird seit 1992 von Metrolink genutzt. Der heutige Metrolink-Bahnhof in Upland befindet sich daher dort, wo 1937 Uplands Bahnhof der Atchison, Topeka and Santa Fe Railway entstand. Das ehemalige Bahnhofsgebäude selbst dient heute als Verkaufsladen. Die Metrolink-Strecke wird zudem von Güterzügen der BNSF Railway befahren.

## Persönlichkeiten
Aus Upland stammt die Deathcore-Band Winds of Plague.

### Söhne und Töchter der Stadt
- Jack Couffer (1924–2021), Kameramann, Regisseur und Drehbuchautor
- Brett M. Dula (* 1942), Generalleutnant der United States Air Force
- Janice Emily Bowers (* 1950), Botanikerin, Hortikulturistin und Sachbuchautorin
- Neal L. Evenhuis (* 1952), Entomologe
- Michael Fellows (* 1952), US-amerikanisch-australisch-kanadischer Informatiker und Mathematiker
- Steve Scott (* 1956), Leichtathlet
- Eddie Lawson (* 1958), Motorradrennfahrer
- Litefoot (* 1969), Schauspieler und Rapper
- Tiffany Mynx (* 1971), Pornodarstellerin
- Kylie Bivens (* 1978), Fußballspielerin
- Carlos Bocanegra (* 1979), Fußballspieler
- Tayyiba Haneef-Park (* 1979), Volleyballspielerin
- Brad Bufanda (1983–2017), Schauspieler
- Jayden Jaymes (* 1986), Pornodarstellerin und Model

### Mit Upland verbundene Persönlichkeiten
- Rollie Fingers (* 1946), Baseballspieler, besuchte die Upland High School
- Peter Popoff (* 1946), Fernsehprediger, lebte in Upland